# Inđija
Inđija (en serbe cyrillique : Инђија) est une ville et une municipalité de Serbie situées dans la province autonome de Voïvodine. Elles font partie du district de Syrmie (Srem). Au recensement de 2011, la ville comptait 26 025 habitants et la municipalité dont elle est le centre 47 433.

## Géographie
Inđija est située sur les pentes méridionales de la Fruška gora, entre Belgrade et Novi Sad. Elle se trouve à 23 km de Sremski Karlovci et à 25 km de Ruma. Le village de Stari Slankamen, qui est situé sur le territoire de la municipalité est situé au bord du Danube, à 19 km d'Inđija.

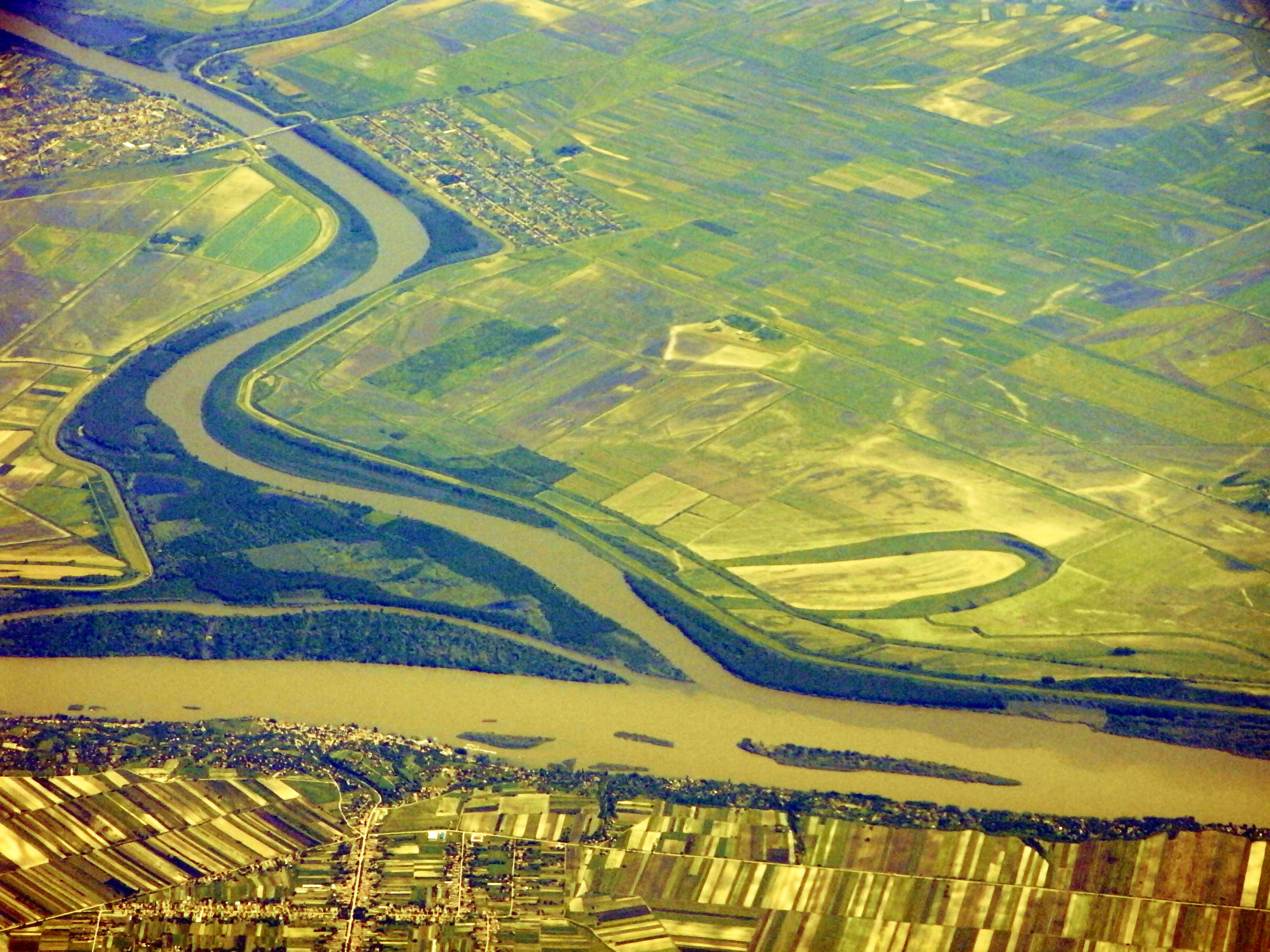
Le confluent de la Tisa et du Danube à Stari Slankamen

## Climat
Le climat de la ville et de la municipalité est un climat continental tempéré. Les températures moyennes annuelles les plus élevées se rencontrent en juillet et en août, avec 22 °C, tandis que la moyenne la plus faible est enregistrée en janvier, avec 1 °C.

## Histoire
La première mention d'Inđija se trouve dans une charte du despote Jovan Branković remontant à 1496, mais la ville devait exister déjà depuis 1455.
Du XVIe au XVIIIe siècle, la ville fut sous la domination de l'Empire ottoman et rattachée au Sandjak de Syrmie. À cette époque, la population était majoritairement composée de Serbes.
À partir de 1717, Inđija devint une possession des Habsbourgs et elle appartint au domaine féodal du comte Marko Pejačević. L'ancienne ville médiévale d'Inđija se trouvait située un peu au nord de l'emplacement de la ville actuelle. La ville telle que nous la connaissons aujourd'hui fut fondée par des Serbes vers 1746. Elle comptait alors 60 foyers et, dès 1791, la ville abritait déjà 1 054 habitants. Au début du XIXe siècle, des Allemands et des Tchèques vinrent s'installer dans la ville, suivis, à la fin du siècle, par des Hongrois.
La prospérité d'Inđija s'affirma au début du XIXe siècle, avec l'installation de la première poste. Le télégraphe y devint opérationnel en 1850, la première banque y fut installée en 1897. L'activité économique de la ville se développa rapidement. La première centrale électrique fonctionna en 1911.
Après la dislocation de l'Autriche-Hongrie en 1918, Inđija fit partie du royaume des Serbes, Croates et Slovènes, qui, en 1929, devint le royaume de Yougoslavie.

## Localités de la municipalité d'Inđija

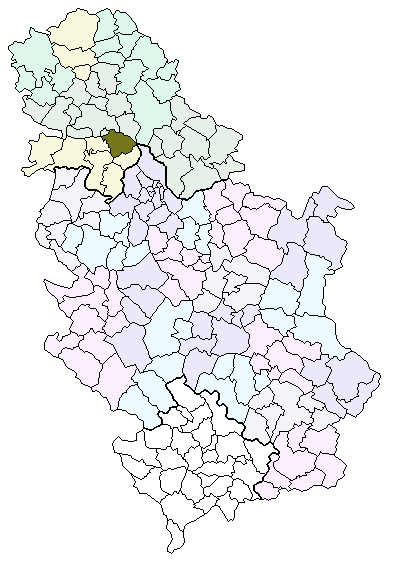
Localisation de la municipalité d'Inđija
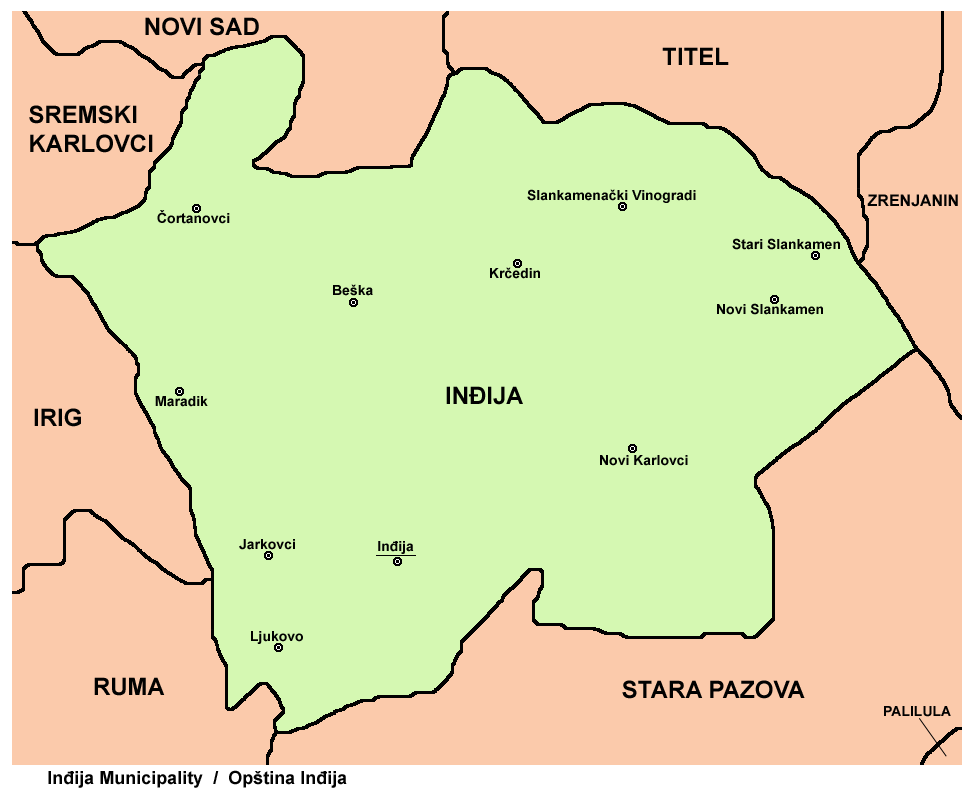
Localités de la municipalité d'Inđija

La municipalité d'Inđija compte 11 localités :
- Beška
- Inđija
- Jarkovci
- Krčedin
- Ljukovo
- Maradik
- Novi Karlovci
- Novi Slankamen
- Slankamenački Vinogradi
- Stari Slankamen
- Čortanovci

Inđija est officiellement classée parmi les « localités urbaines » (en serbe : градско насеље et gradsko naselje) ; toutes les autres localités sont considérées comme des « villages » (село/selo).

## Démographie

### Villeintra muros

#### Évolution historique de la population dans la ville
| 1948  | 1953  | 1961   | 1971   | 1981   | 1991   | 2002   | 2011   |
| ----- | ----- | ------ | ------ | ------ | ------ | ------ | ------ |
| 7 758 | 8 566 | 13 525 | 17 892 | 21 843 | 23 061 | 26 247 | 26 025 |

|  |

#### Données de 2002
Pyramide des âges (2002)
En 2002, l'âge moyen de la population de la ville était de 37,6 ans pour les hommes et 40,5 ans pour les femmes.
Répartition de la population par nationalités dans la ville (2002)
En 2002, les Serbes représentaient 87,6 % de la population de la ville ; on y comptait notamment des minorités croates (2 %) et ukrainiennes (1,4 %).

#### Données de 2011
Pyramide des âges (2011)
En 2011, l'âge moyen de la population de la ville était de 41,5 ans, 40 ans pour les hommes et 42,8 ans pour les femmes.
Répartition de la population par nationalités dans la ville (2011)
En 2011, les Serbes représentaient 89,24 % de la population, en augmentation ; la ville comptait toujours des minorités croates (1,7 %) et ukrainiennes (1,3 %),.

### Municipalité

#### Données de 2002
Pyramide des âges (2002)
Répartition de la population par nationalités dans la municipalité (2002)
En 2002, les Serbes représentaient près de 84,9 % de la population de la municipalité ; les Croates et les Hongrois constituaient les principales minorités de la région, avec respectivement 3,8 et 1,9 % de la population. Toutes les localités de la municipalité possédaient une majorité de peuplement serbe, à l'exception de Slankamenački Vinogradi, qui avait une majorité slovaque.

#### Données de 2011
Pyramide des âges (2011)
En 2011, l'âge moyen de la population dans la municipalité était de 42,3 ans, 40,8 ans pour les hommes et 43,7 ans pour les femmes.
Répartition de la population par nationalités (2011)
Selon le recensement de 2011, la structure globale de la municipalité « par nationalité » est restée relativement stable, avec 86,1 % de Serbes, 3,3 % de Croates et 1,7 % de Hongrois. Par rapport à 2002, la population rom a légèrement augmenté (0,9 % contre 0,5 %) ; la catégorie de recensement des Yougoslaves, qui se réfère à la République fédérative socialiste de Yougoslavie sans marque de nationalité, est en nette régression (0,4 % contre 1,9 %),.

## Religions (2002)
Sur le plan religieux, la municipalité d'Inđija est peuplée à 86,6 % par des Serbes orthodoxes ; elle dépend l'éparchie de Syrmie (en serbe cyrillique : Епархија сремска), dont le siège est à Sremski Karlovci.

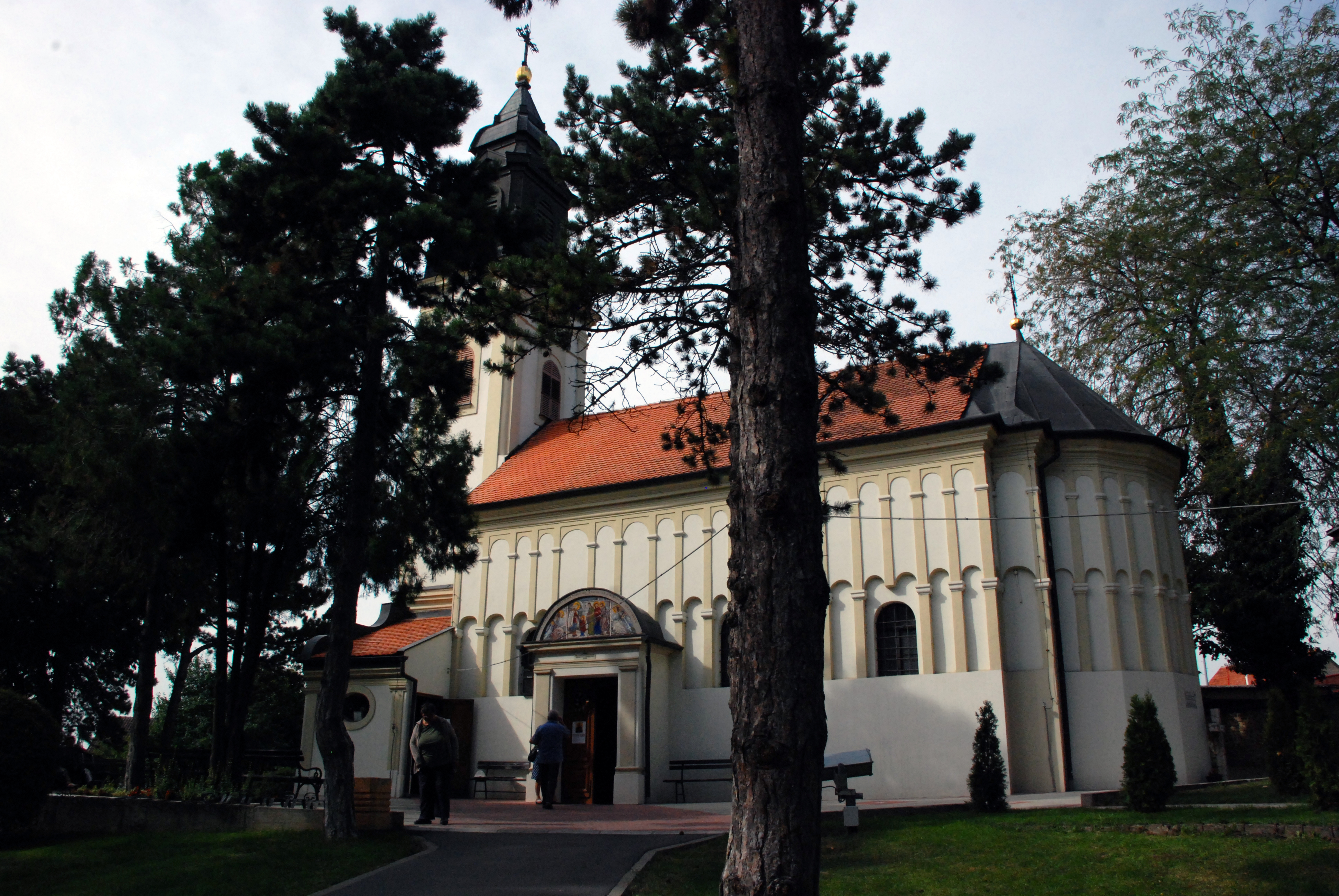
L'église de la Présentation-de-la-Mère-de-Dieu-au-Temple d'Inđija

En 2002, les Catholiques représentaient 6,28 % de la population ; le culte catholique relève du diocèse de Syrmie, qui a son siège à Sremska Mitrovica.

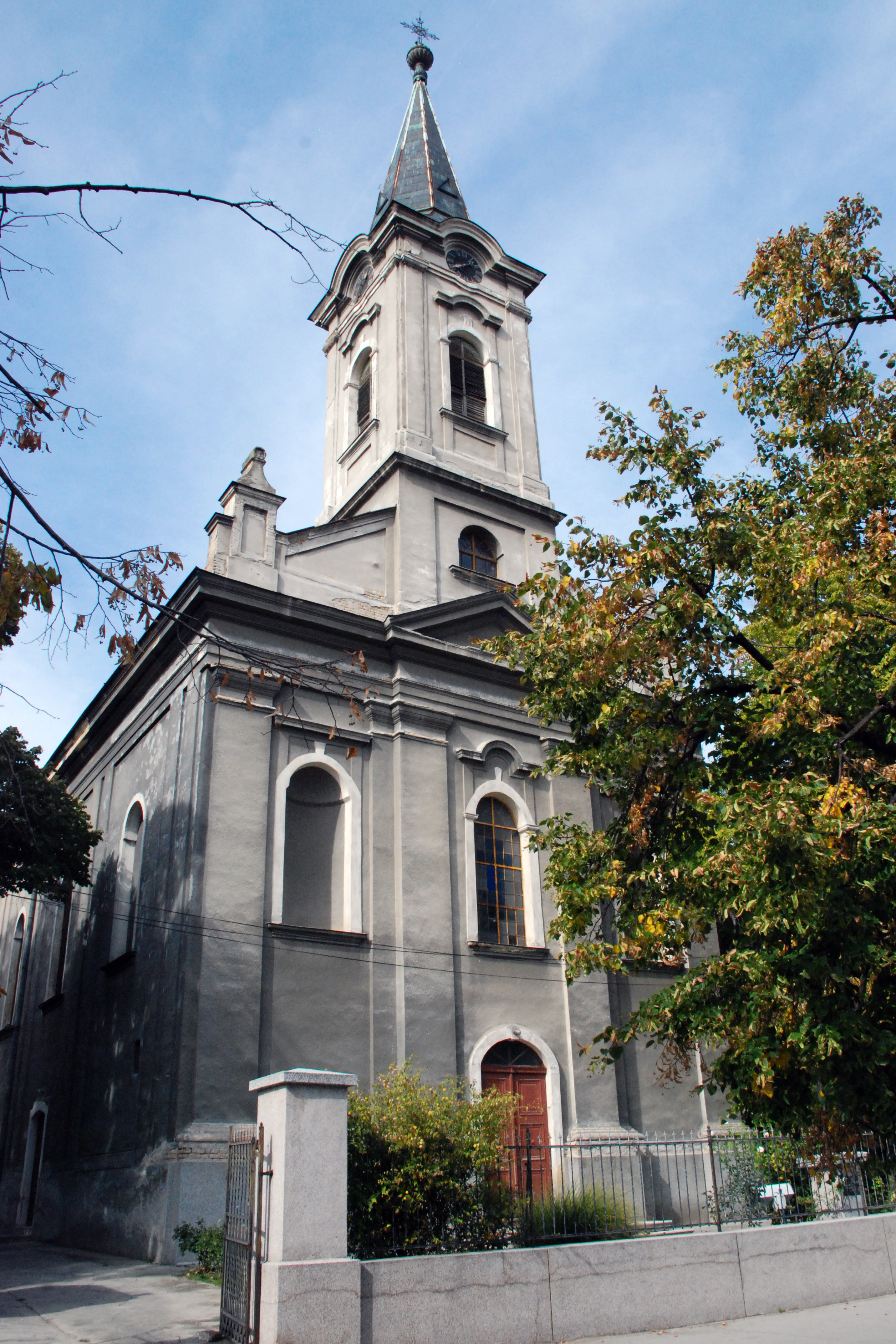
L'église catholique Saint-Pierre d'Inđija

## Politique

### Élections locales de 2004
À la suite des élections locales de 2004, les 27 sièges de l'assemblée municipale se répartissaient de la manière suivante :
| Parti                        | Sièges |
| ---------------------------- | ------ |
| Liste des citoyens d'Inđija  | 8      |
| Parti démocratique           | 5      |
| Parti radical serbe          | 5      |
| Parti socialiste de Serbie   | 3      |
| Liste « Pour Inđija »        | 2      |
| Mouvement Force de la Serbie | 2      |
| Parti démocratique de Serbie | 2      |

### Élections locales de 2008
À la suite des élections locales serbes de 2008, les 37 sièges de l'assemblée municipale d'Inđija se répartissaient de la manière suivante :
| Parti                               | Sièges |
| ----------------------------------- | ------ |
| Parti démocratique                  | 18     |
| Parti radical serbe                 | 10     |
| Parti socialiste de Serbie          | 3      |
| Parti démocratique de Serbie        | 3      |
| Liste « Za Inđiju i napredna sela » | 3      |

Goran Ješić, membre du Parti démocratique du président Boris Tadić, a été réélu président (maire) de la municipalité d'Inđija ; il remplit cette fonction depuis 2000.

### Élections locales de 2012
À la suite des élections locales serbes de 2012, les 31 sièges de l'assemblée municipale d'Inđija se répartissaient de la manière suivante :
| Parti                                     | Sièges |
| ----------------------------------------- | ------ |
| Liste Goran Ješić                         | 15     |
| Donnons de l'élan à Inđija                | 6      |
| Parti socialiste de Serbie et alliés      | 5      |
| Parti radical serbe                       | 3      |
| Ligue des sociaux-démocrates de Voïvodine | 2      |

Petar Filipović, membre du parti démocratique, a été élu président de la municipalité.

## Sport
La ville possède un club de football, le FK Inđija, qui dispose d'un stade attitré. Cinq matchs de football ont été joués à Inđija au cours de l'Universiade d'été de 2009.

## Économie ou la Silicon Valley serbe
L'économie de la municipalité d'Inđija reposait sur l'agriculture et la transformation des produits liés à l'agriculture, comme le blé, les fruits et les légumes. Le secteur agroalimentaire est notamment représenté par la société Žitosrem, créée en 1956, qui dispose de silos et produit environ 20 000 miches de pain par jour ; la société fabrique aussi de la farine et des biscuits.
L'industrie du caoutchouc y est également présente et, dans une moindre mesure, la métallurgie.

## Tourisme

### Sites naturels

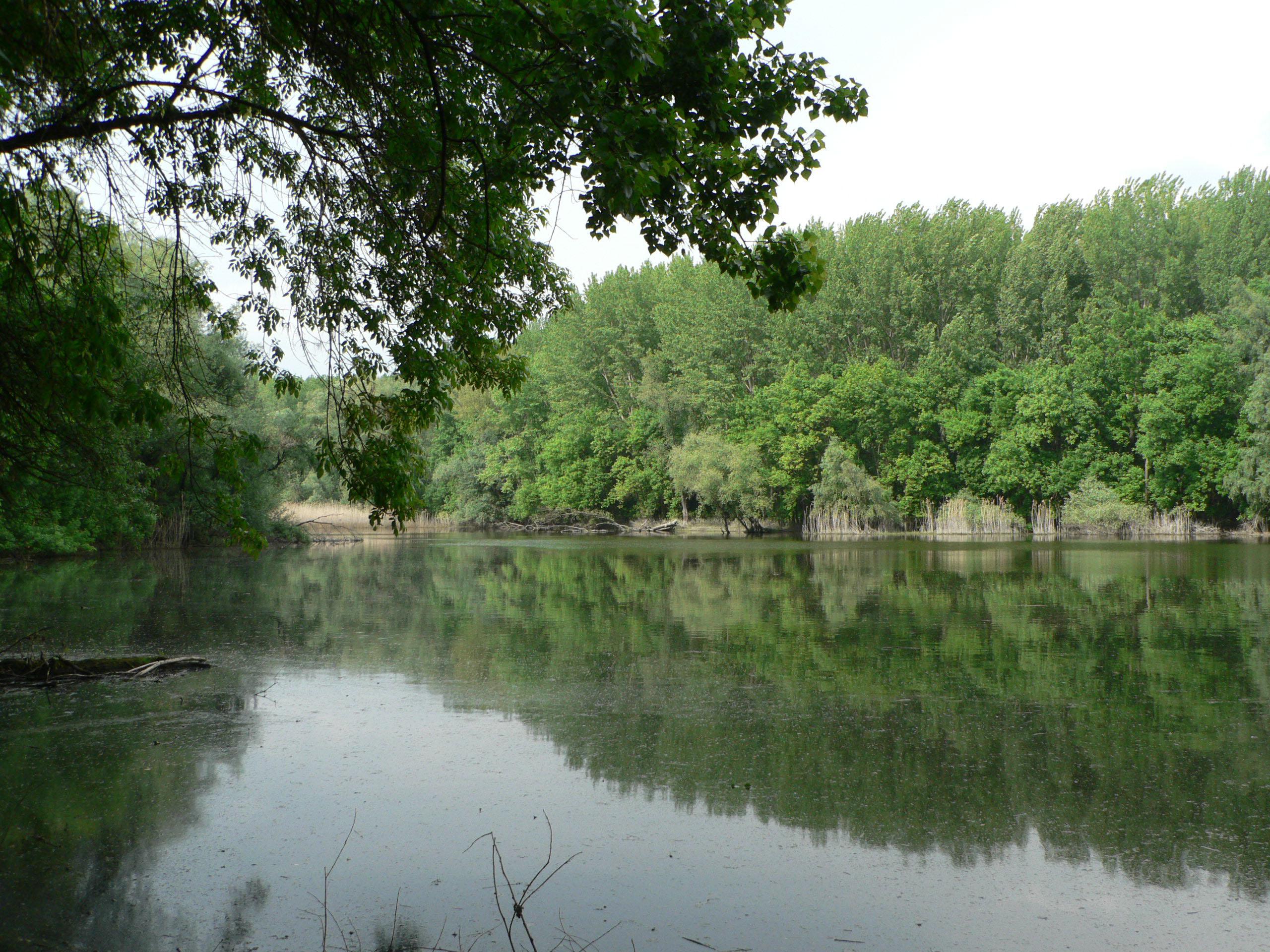
Le Koviljsko-petrovaradinski rit

Inđija est située au pied du versant méridional de la Fruška gora. Un parc national a été créé dans le massif en 1960, dont une partie se trouve dans la municipalité, ; en 2000, le massif a été désigné comme une zone importante pour la conservation des oiseaux (en abrégé : ZICO).
D'autres aires protégées se trouvent dans la région comme la réserve naturelle du Koviljsko-petrovaradinski rit qui s'étend en partie sur le territoire des villages de Beška et de Čortanovci ; l'ensemble couvre une superficie de 4 840 ha ; en 2000, un secteur de 5 500 ha a été défini comme une zone importante pour la protection des oiseaux. Les promontoires de lœss du Danube, sur 2 500 ha, sont également devenus une ZICO. Dans le premier secteur, on rencontre notamment la cigogne noire (Ciconia nigra) et le pygargue à queue blanche (Haliaeetus albicilla) et, dans le second, le cormoran pygmée (Phalacrocorax pygmeus), le faucon crécerelle (Falco tinnunculus) et le guêpier d'Europe (Merops apiaster).
La zone de lœss près de Stari Slankamen est considérée comme un monument naturel géologique, tout comme la zone de lœss de Čot.

### Monuments culturels

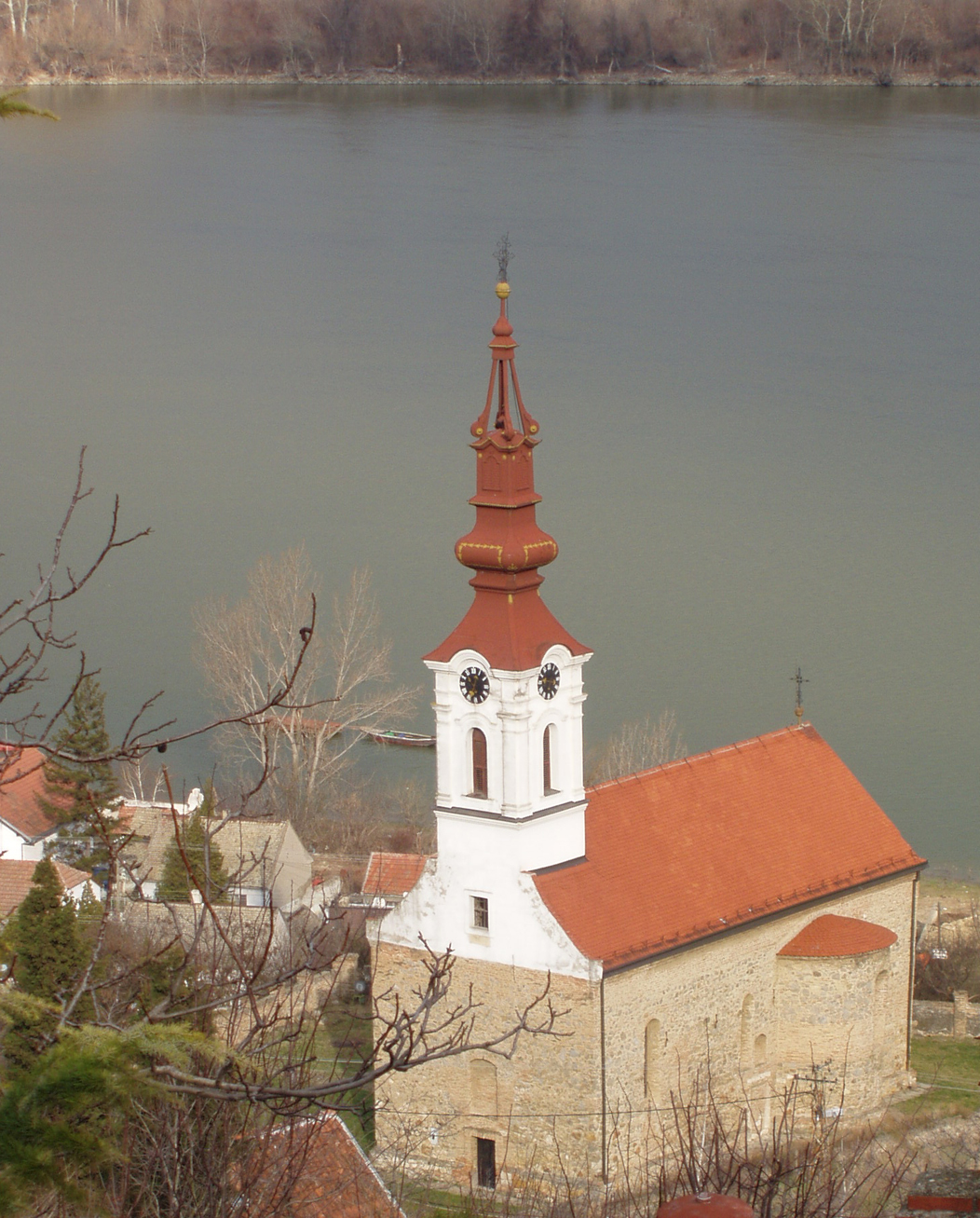
L'église Saint-Nicolas de Stari Slankamen

La municipalité d'Inđija abrite de nombreux monuments qui font partie du patrimoine culturel de Serbie. Dans la ville elle-même se trouvent l'église orthodoxe de la Présentation-de-la-Mère-de-Dieu-au-Temple, construite en 1754 et 1755 et l'église catholique Saint-Pierre, date de 1872 ; ces deux églises sont considérées comme des monuments culturels « de grande importance ».
Selon la tradition, l'église Saint-Nicolas de Stari Slankamen a été construite en 1468 par le despote serbe Vuk Grgurević, également connu sous le nom de Zmaj Ognjeni Vuk ; son iconostase est décorée de fresques du XVIIIe siècle ; en raison de son importance, elle a été inscrite sur la liste des monuments culturels d'importance exceptionnelle de la République de Serbie. Le village abrite également les ruines d'une forteresse du XVIIIe siècle, la maison natale de Đorđe Natošević et une maison ancienne située 3 rue Stjepana Radića. À proximité du village se trouve le site de la bataille de Slankamen, considéré comme un lieu mémoriel d'importance exceptionnelle de la République de Serbie ; un monument y a été érigé en 1892.
À Maradik se trouve une église classée, l'église Saint-Sava, qui date de la seconde moitié du XVIIIe siècle. Le village de Beška abrite deux monuments culturels : l'église de la Présentation-de-la-Mère-de-Dieu-au-Temple, qui date de la seconde moitié du XVIIIe siècle, et un monument aux habitants exécutés. Krčedin abrite plusieurs monuments classés : une église dédiée à Saint-Nicolas, un vieux cimetière et un bâtiment de la Frontière militaire qui date des années 1860. L'église Saint-Nicolas de Čortanovci a été construite dans la première moitié du XIXe siècle et l'église catholique Saint-Michel de Novi Slankamen en 1862.

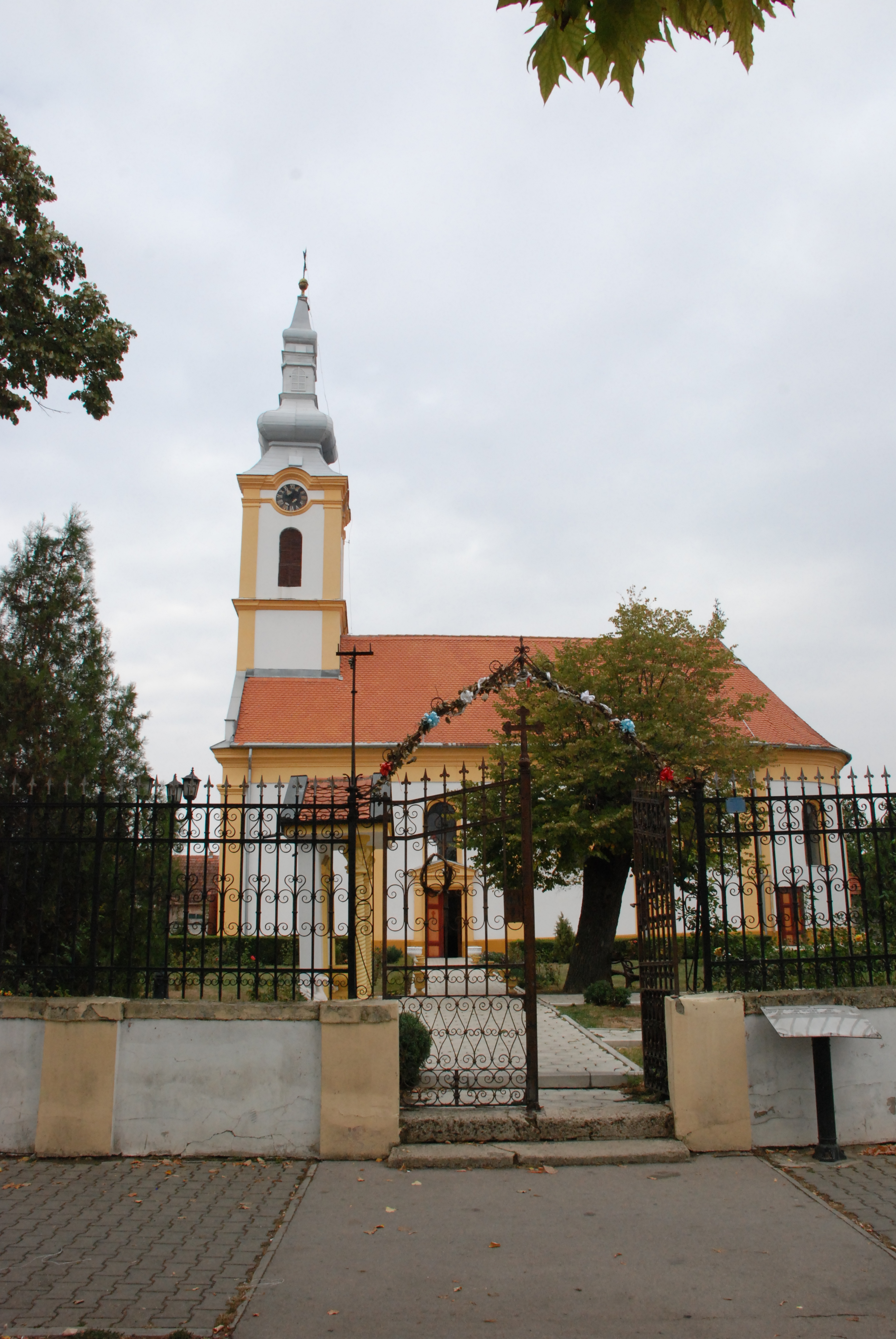
L'église de la Présentation-de-la-Mère-de-Dieu-au-Temple de Beška
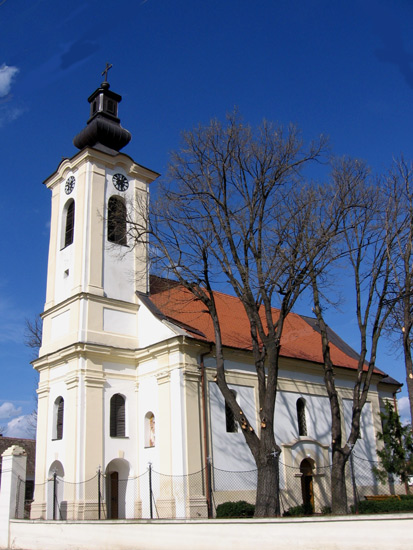
L'église Saint-Sava de Maradik
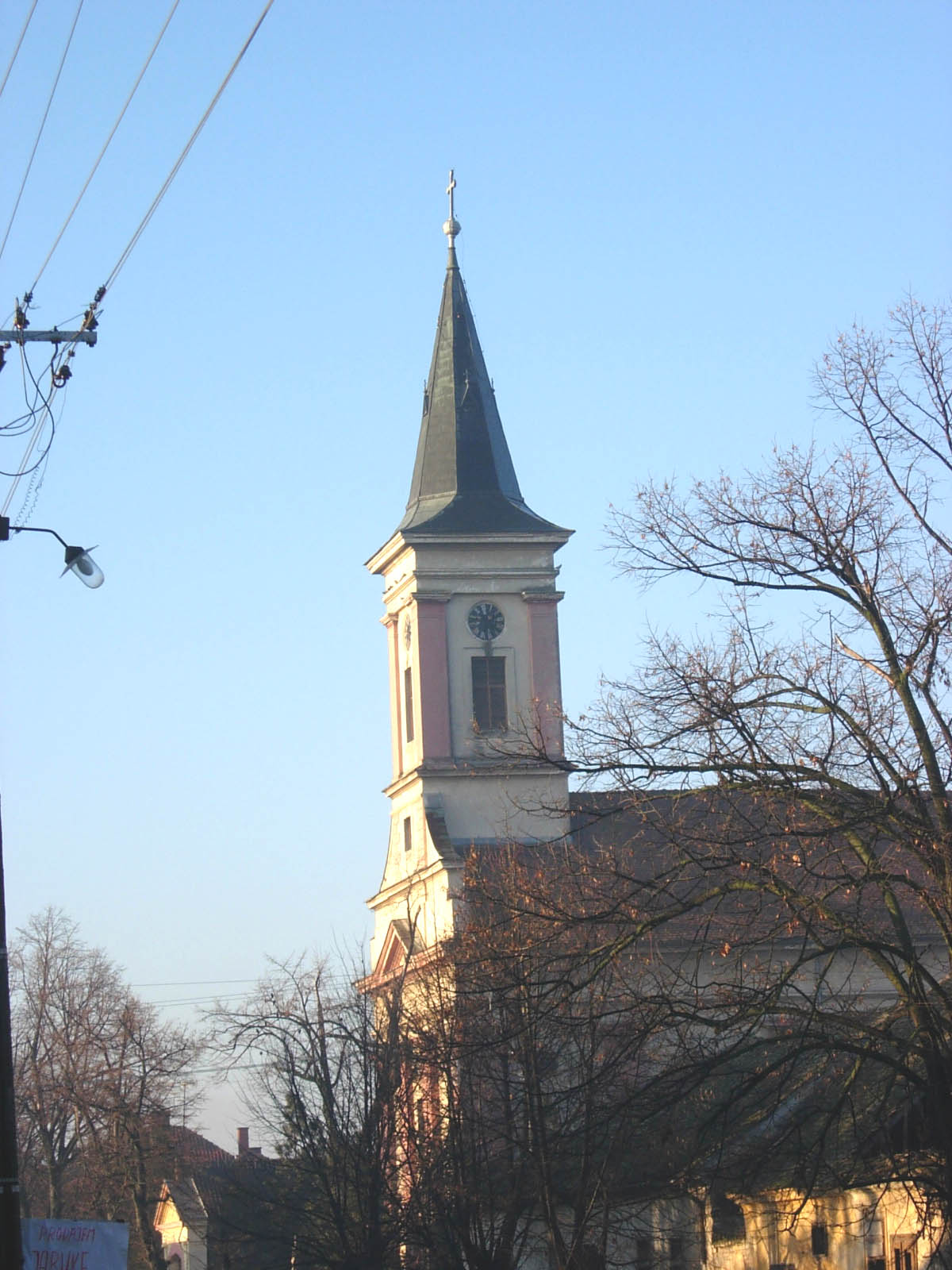
L'Église Saint-Michel de Novi Slankamen
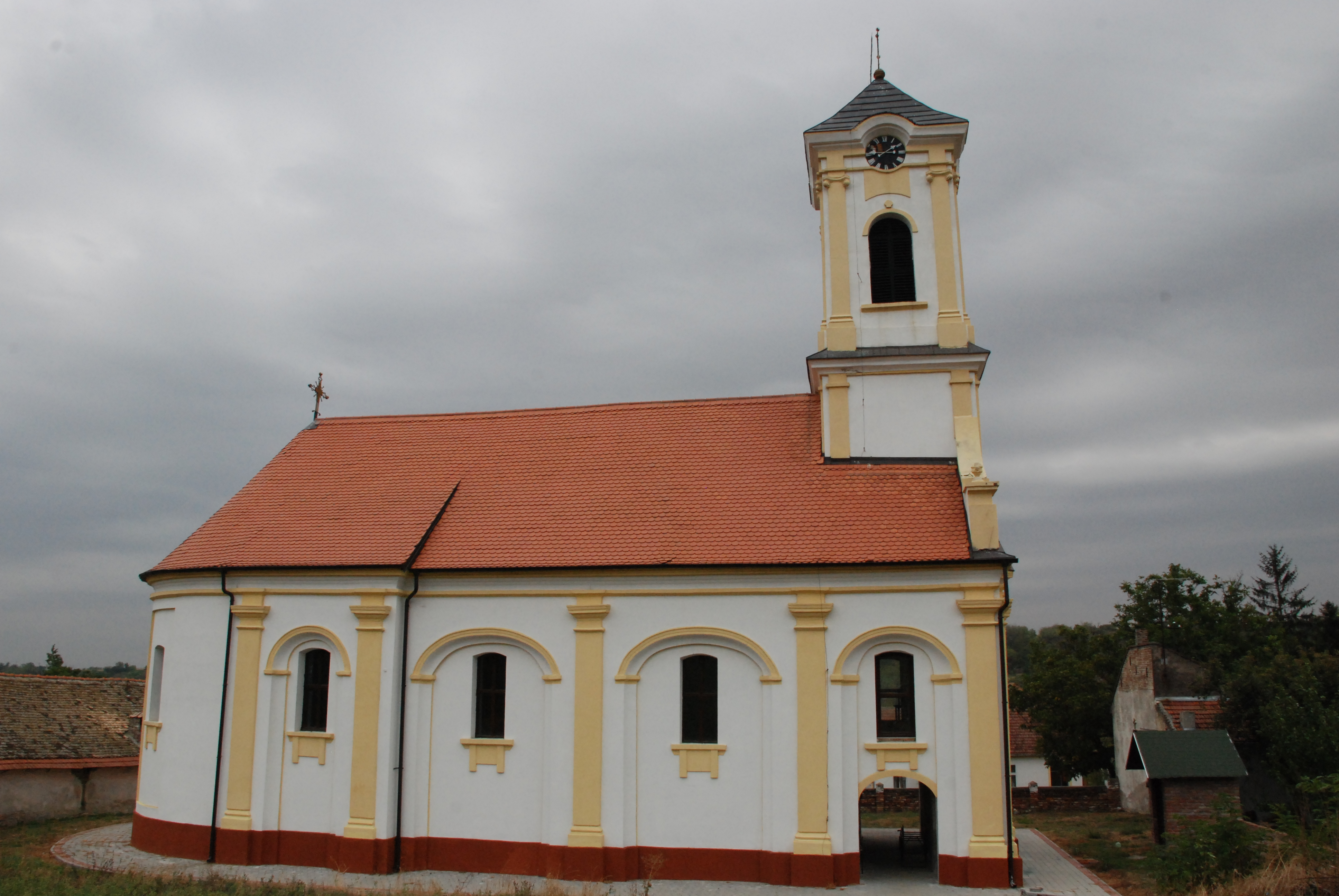
L'Église Saint-Nicolas de Čortanovci

## Transport
- Route nationale 22.1

## Personnalités
Bojan Kovačević (né en 1957), un auteur et dessinateur de bande dessinée, est né à Inđija. Le footballeur Zoran Janković (né en 1974) est également originaire de la ville, tout comme Lazar Jovisić, qui y est né en 1989.

## Coopération internationale
Inđija est jumelée ou associée avec les villes suivantes :
- Paderno Dugnano (Italie)
- Gevgelija (Macédoine)